# Quenumá
Quenumá is een plaats in het Argentijnse bestuurlijke gebied Salliqueló in de provincie Buenos Aires. De plaats telt 683 inwoners.